# Frisingicoccus
Frisingicoccus es un género de bacterias grampositivas de la familia Lachnospiraceae. Actualmente (2023) sólo contiene una especie: Frisingicoccus caecimuris. Fue descrito en el año 2016. Su etimología hace referencia a Frisinga, el nombre romano de la ciudad de Freising, Alemania. El nombre de la especie hace referencia a ciego del intestino de ratón. Es anaerobia estricta. Las células tienen forma de bacilo y se separan en formas cocoides. Se ha aislado del intestino de un ratón. 